# Myristica smythiesii
Myristica smythiesii är en tvåhjärtbladig växtart som beskrevs av James Sinclair. Myristica smythiesii ingår i släktet Myristica och familjen Myristicaceae. Inga underarter finns listade i Catalogue of Life.